# (14372) Paulgerhardt
(14372) Paulgerhardt ist ein Asteroid des Hauptgürtels, der am 9. Januar 1989 vom deutschen Astronomen Freimut Börngen an der Thüringer Landessternwarte Tautenburg (IAU-Code 033) in Thüringen entdeckt wurde.
Der Asteroid gehört zur Eos-Familie, einer Gruppe von Asteroiden, welche typischerweise große Halbachsen von 2,95 bis 3,1 AE aufweisen, nach innen begrenzt von der Kirkwoodlücke der 7:3-Resonanz mit Jupiter, sowie Bahnneigungen zwischen 8° und 12°. Die Gruppe ist nach dem Asteroiden (221) Eos benannt. Es wird vermutet, dass die Familie vor mehr als einer Milliarde Jahren durch eine Kollision entstanden ist.
Der Himmelskörper wurde am 26. Juli 2000 nach dem deutschen evangelisch-lutherischen Theologen und Paul Gerhardt (1607–1676) benannt, der als einer der bedeutendsten deutschsprachigen Kirchenlieddichter gilt.